# Evelyn (krater)
Evelyn är en nedslagskrater med en diameter på 18 kilometer, på planeten Venus. Evelyn har fått sitt namn efter det keltiska förnamnet Evelyn.